# Jochroa chlorogastra
Jochroa chlorogastra är en fjärilsart som beskrevs av Felder. Jochroa chlorogastra ingår i släktet Jochroa och familjen nattflyn. Inga underarter finns listade i Catalogue of Life.